# Ukrinform
L’Agence nationale de presse d'Ukraine (en ukrainien : Українське національне інформаційне агентство) ou Ukrinform (en ukrainien : Укрінформ) est une agence de presse et d'information de l'État ukrainien. Elle a été fondée le 16 mars 1918, pendant la guerre d'indépendance ukrainienne en tant que Bureau de la presse ukrainienne (BUP). Le premier directeur de l'agence était Dmytro Dontsov. Pendant la période soviétique, elle était associé à l'Agence télégraphique de l'Union soviétique (TASS). Depuis elle a subi une série de réorganisations.

## Histoire

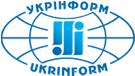
Ancien logo d'Ukrinform.

- 1918 : Bureau de la presse ukrainienne
- 1920 : Bureau ukrainien de l'Agence télégraphique russe (UkROSTA)
- 1921 : Agence radio-télégraphique d'Ukraine (RATAU)
- 1990 : Agence nationale d'information ukrainienne (UKRINFORM)
- 1996 : Agence nationale d'information de l'Ukraine (DINAU)
- 2000 : Agence nationale d'information ukrainienne (UKRINFORM)
- 2015 : Ukrinform est devenu une partie de la plate-forme de diffusion multimédia de l'Ukraine (UA|TV)
- 2018 : Ukrinform a signé un accord de coopération avec l'Agence de presse Athènes-Macédoine (en) prévoyant un échange d'actualités dans toutes les catégories[4].

## Activité
Les principaux objectifs d'Ukrinform sont : la couverture des politiques publiques et de la vie publique en Ukraine et la fourniture d'informations aux organes gouvernementaux ; selon un décret du Gouvernement de l'Ukraine du 19 février 1997, l'agence exerce ses activités indépendamment des partis politiques et des organisations publiques.
Ukrinform publie chaque jour quelque cinq cents rapports en anglais, allemand, français, russe, ukrainien, polonais, espagnol, japonais et environ 200 photos et extraits audio. Ukrinform fournit des informations aux médias, aux chaînes de télévision, aux stations de radio, aux établissements officiels et aux gouvernements locaux, aux ambassades étrangères et aux missions diplomatiques ukrainiennes à l'étranger et aux médias étrangers.

## UA | TV
UA | TV est une chaîne internationale en continu. Les dernières nouvelles d'Ukraine sont diffusées en quatre langues (anglais, russe, tatar et arabe). La chaîne est diffusée en direct sur son site internet et à la télévision.
La chaîne cesse ses activités dans le format actuel le 12 janvier 2020. À l'avenir, la chaîne sera rebaptisée avec uniquement des informations et des programmes en russe et en ukrainien et sera dirigée vers les personnes vivant dans les parties occupées du Donbass. Toutes les émissions internationales ont cessé à minuit le 12 janvier 2020. La nouvelle chaîne a commencé ses émissions le 15 février 2020.